# William O'Bryen Drury
O Contra-almirante William O'Bryen Drury (Chadlington, Oxfordshire, 1754 — Madras, Índia  , 06 de março de 1811), foi um oficial superior da Marinha Real Britânica durante as Guerras Napoleônicas. No contexto da Guerra Peninsular (1807-1814), em Setembro de 1808, ocupou com a sua frota Macau.

## Biografia
William O'Bryen Drury nasceu em Chaddlington, uma vila da região de Oxfordshire na Inglaterra em 1754, filho de Edward Drury (1724-???) e Anne Maule (1723-1765). Casou-se com Letitia Preston Vallancey(1754-1827) a filha do General Charles Vallancey, Chefe Engenheiro da Irlanda e teve dois filhos: William Hamilton Drury (???- 1804) e  Charles John Chesshyre O'Bryen Drury.

### Vida Militar

#### Tenente
O primeiro registo de serviço naval de William O'Bryen Drury consta de 28 de novembro de 1778, no posto de Tenente. O seu primeiro comando foi o saveiro-de-guerra HMS Tickler (1781) dado pelo Lord George Brydges Rodney, 1º Barão Rodney a 25 de novembro de 1782 para se deslocar às Ilhas Barbados.

#### Capitão-de-fragata
Posteriormente, é promovido a Capitão-de-fragata. A 18 de janeiro de 1783, é lhe dado o seu primeiro comando como Oficial Superior de modo permanente no navio-de-linha de 3ª categoria HMS Carnatic (1783). Dois dias depois, a dia 20 de janeiro, deixa de ser o comandante do navio. A 12 de dezembro de 1789 é promovido a comandante do HMS Squirrel (1785) e deixa de o ser a 3 de outubro de 1793.
A 16 de novembro de 1793, passa a ser capitão e comandante do HMS Trusty (1782).
Em agosto de 1795, é nomeado Capitão-de-fragata do navio-de-linha de 3ª categoria, HMS Powerful (1783). Aquando a Batalha de Camperdown, era comandante deste navio e assim ficou até 1799.
Em dezembro de 1802 até maio de 1804, foi promovido a comandante do navio-de-linha de 2ª categoria HMS Neptune (1797) de 98 bocas de fogo.

#### Contra-Almirante e Vice-Almirante
A 23 de Abril de 1804 foi promovido a Contra-Almirante da Azul, equivalente de Contra-Almirante.
De 1804 a 1805 foi comandante do navio HMS Trent (1796). Em 1806, participou na tomada do Cabo da Boa Esperança para a Coroa Inglesa. Foi com este navio, que no âmbito das Guerras Peninsulares, ocupou Macau a pretexto de proteção contra a ameaça francesa. Esse efetivo foi reembarcado no final desse mesmo ano, por força da concentração de cerca de 80.000 homens do exército chinês diante das portas da cidade.  Posteriormente, em 1809, torna-se comandante do HMS Russel (1764).Nesse ano, também é promovido a Comandante da frota das Índias Orientais, posição que ocupará até à data da sua morte.
O comando de Drury se sobrepôs ao de Albemarle Bertie no Cabo da Boa Esperança e os dois se envolveram em inúmeras lutas políticas, até nomeando oficiais separados para ordenar que os mesmos navios se irritassem. Em novembro de 1810, Drury recebeu ordem de fornecer a Albemarle Bertie uma frota de pequenos navios de transporte para a invasão da Ilha de França, que ele acompanhou e insistiu no comando dos mesmos, apesar das ordens de não infringir o comando da operação. Quando Bertie foi subsequentemente feito baronete como recompensa pela conclusão bem-sucedida dessa operação, Drury reclamou sobre Bertie ao Almirantado. Bertie exigiu a abertura de um processo no tribunal de guerra sobre seu comportamento, que foi negado pelo Almirantado, que estava farto das querelas entre os dois. A questão permaneceu sem solução até à morte súbita de William O'Bryen Drury, em 6 de março de 1811, na estação das Índias Orientais.
Os seus restos mortais estão na St.Mary's Church, em Chennai, na Índia.